# Liste der Monuments historiques in Orveau
Die Liste der Monuments historiques in Orveau führt die Monuments historiques in der französischen Gemeinde Orveau auf.

## Liste der Bauwerke
| Bezeichnung                      | Beschreibung | Standort | Kennzeichnung | Schutzstatus | Datum | Bild |
| -------------------------------- | ------------ | -------- | ------------- | ------------ | ----- | ---- |
| Kirche Notre-Dame-de-Bon-Secours |              | (Lage)   | PA00087985    | Inscrit      | 1965  |      |

## Liste der Objekte
- Monuments historiques (Objekte) in Orveau der Base Palissy des französischen Kultusministeriums